# سترة نجاة

رمز سترة النجاة

سترة النجاة هي جهاز تعويم شخصي مصمم للحفاظ على مجرى التنفس الخاص بالشخص بعيداً عن المياه، سواء كان الشخص واعياً أو فاقد الوعي. ويستخدم الجهاز تقنية التمدد أو تقنية الرغوة.
سترة نجاة التمدد هي على الأرجح الأكثر استخداماًعلى نطاق واسع لكل من الأنشطة الترفيهية والتجارية، في حين تم تصميم سترة نجاة الرغوة وبالدرجة الأولى إما للأطفال، أو للاستخدام في حالات الطوارئ (مثل على العبارات والسفن السياحية، إلخ).